# Culicoides palpisimilis
Culicoides palpisimilis är en tvåvingeart som beskrevs av Wirth och Hubert 1989. Culicoides palpisimilis ingår i släktet Culicoides och familjen svidknott. Inga underarter finns listade i Catalogue of Life.